# Gąska niekształtna

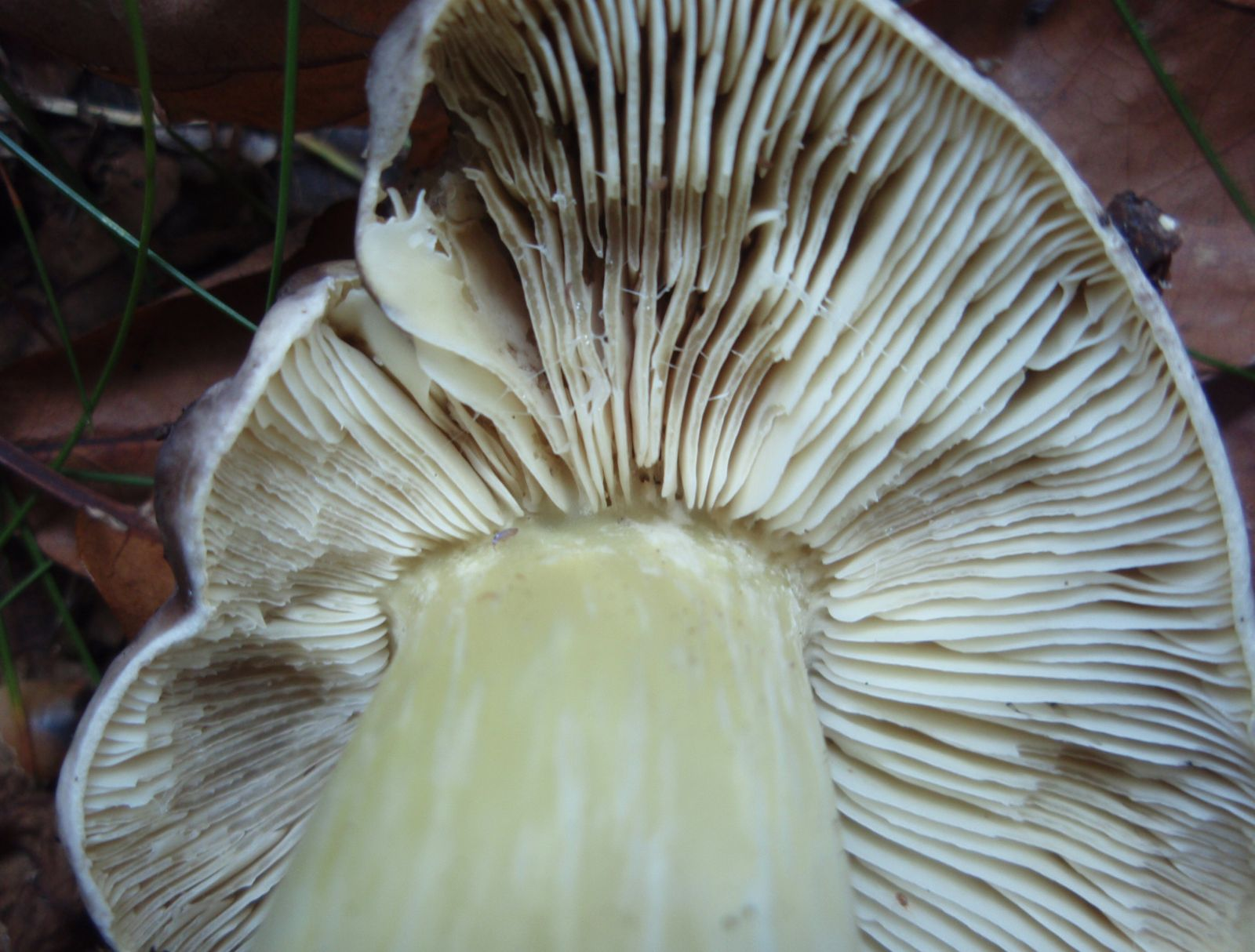

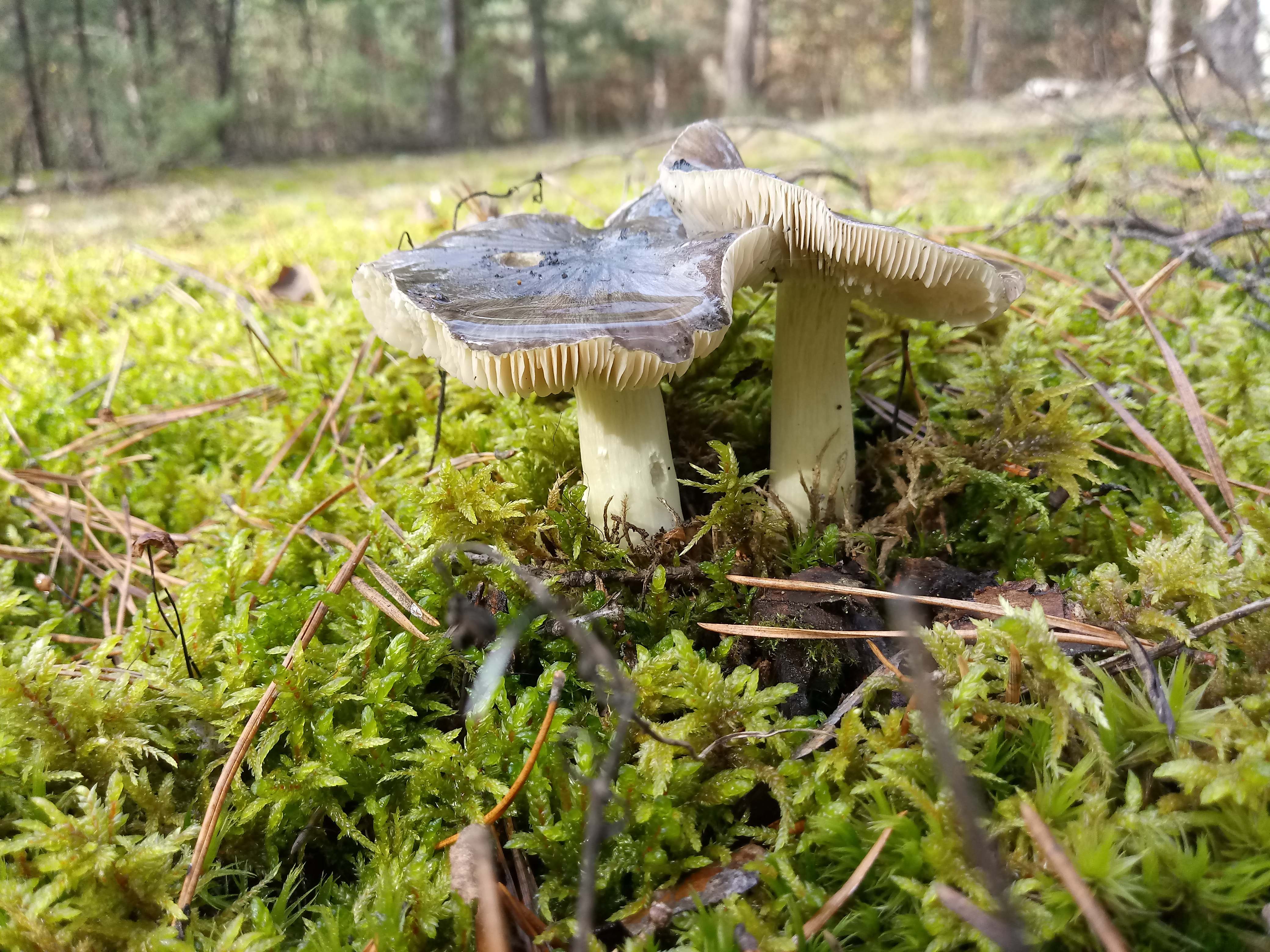
Owocniki gąski niekształtnej podczas wilgotnej aury

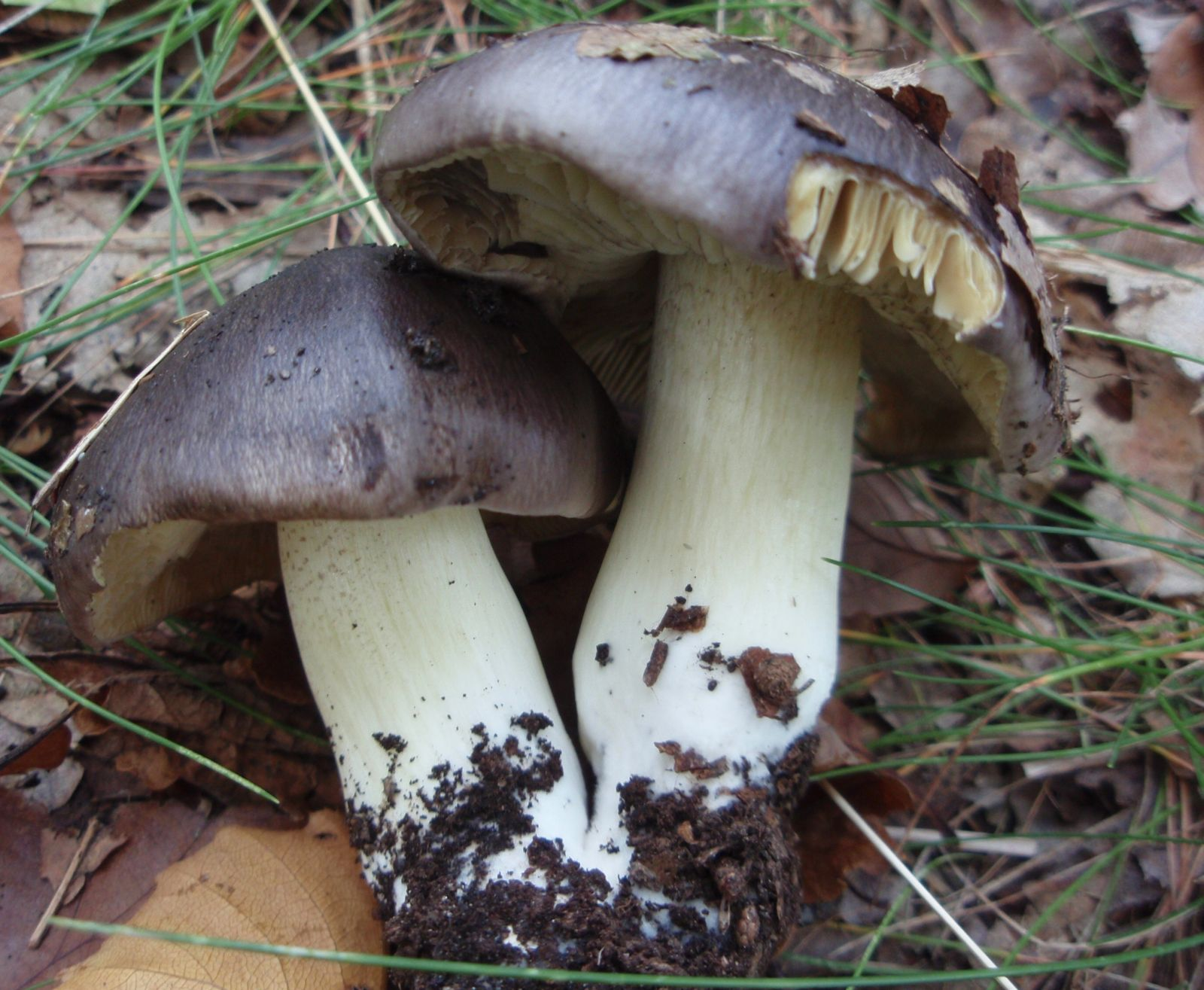

Gąska niekształtna (Tricholoma portentosum (Fr.) Quel.) – gatunek grzybów należący do rodziny gąskowatych (Tricholomataceae).

## Systematyka i nazewnictwo
Pozycja w klasyfikacji: Tricholoma, Tricholomataceae, Agaricales, Agaricomycetidae, Agaricomycetes, Agaricomycotina, Basidiomycota, Fungi (według Index Fungorum).
Po raz pierwszy takson ten zdiagnozował w 1821 r. Elias Fries, nadając mu nazwę Agaricus portentosum. Obecną, uznaną przez Index Fungorum nazwę nadał mu w 1872 r. Lucien Quélet, przenosząc go do rodzaju Tricholoma.
Niektóre synonimy łacińskie:

- Agaricus portentosus Fr. 1821
- Gyrophila portentosa (Fr.) Quél. 1886
- Gyrophila sejuncta var. portentosa (Fr.) Quél. 1896
- Melanoleuca portentosa (Fr.) Murrill 1914

Nazwę polską nadał Stanisław Chełchowski w 1898 r. Nazwy regionalne to rycerzyk niekształtny, siwka, gąska siwka, siwa, bura lub szara, siwek, siwula.

## Morfologia
Kapelusz
Średnica 3–10 cm, powierzchnia siwa, blado szara, ciemnoszara, często z odcieniem oliwkowym, żółtawym lub fioletowym oraz z charakterystycznymi czarniawymi, wrośniętymi promieniowo włókienkami. Początkowo owocnik jest stożkowato wypukły, później rozpłaszczony, z podwiniętymi brzegami, często z tępym garbkiem pośrodku, zazwyczaj z pofalowanymi brzegami. Podczas wilgoci nieco śliski.
Blaszki
Początkowo białe, potem szarawe, średnio gęste, cienkie, wycięte z ząbkiem.
Trzon
Wysokość 5–10 cm, grubość 2 cm. Jest cylindryczny, pełny, gładki, błyszczący. Powierzchnia biaława z żółtawym lub szarawym odcieniem, na starość miejscami żółtozielonawy.
Miąższ
Biały, tylko pod skórką kapelusza siny. Nie zmienia barwy po uciśnięciu. Smak łagodny – słodkawy i orzechowy, zapach mączysty.
Wysyp zarodników
Biały. Zarodniki o średnicy 5–6 × 4–5 µm, jajowate, gładkie, bezbarwne.

## Występowanie i siedlisko
Występuje w Ameryce Północnej i Środkowej, Europie, Afryce i Azji. W Europie jest szeroko rozprzestrzeniony. W Polsce gatunek pospolity.
Owocniki wytwarza od października do grudnia w borach sosnowych z dużą ilością porostów lub mchów, lubi gleby piaszczyste, prawie zawsze gromadnie, czasami razem z gąską zielonką (Tricholoma equestre); miejscami częsta.

## Znaczenie
Grzyb mikoryzowy. Grzyb jadalny. Nadaje się do zup, marynowania w occie i duszenia.

## Gatunki podobne
Jest kilka gatunków gąsek o podobnym, siwoczarnym ubarwieniu:
- gąska pieprzna (Tricholoma virgatum). Ma kapelusz ostrostożkowaty, bez włókienek i jest pikantna w smaku,
- gąska czarnołuskowa (Tricholoma atrosquamosum) ma na kapeluszu czarniawe łuski,
- gąska ziemistoblaszkowa (Tricholoma terreum) ma kapelusz włóknisto-łuseczkowaty,
- gąska ostra (Tricholoma sciodes) ma kapelusz jedwabiście błyszczący, w smaku jest ostra.

Ponieważ często ma żółtawy odcień, może być pomylona także z żółtymi gąskami: gąską zielonką (Tricholoma equestre) i gąską zielonożółtą (Tricholoma sejunctum).